# Храм Апостола Иакова Зеведеева в Казённой слободе
Храм апостола Иакова Зеведеева в Казённой слободе (Яковлевская церковь, Яковоапостольская церковь) — православный храм в Басманном районе Москвы, между Бульварным и Садовым кольцом. Относится к Богоявленскому благочинию Московской епархии Русской православной церкви.
Главный престол храма освящён в честь Казанской иконы Божией Матери, приделы — во имя Святого Николая и во имя Святого Иакова.
При храме действует воскресная школа для детей и молодежи.

## История

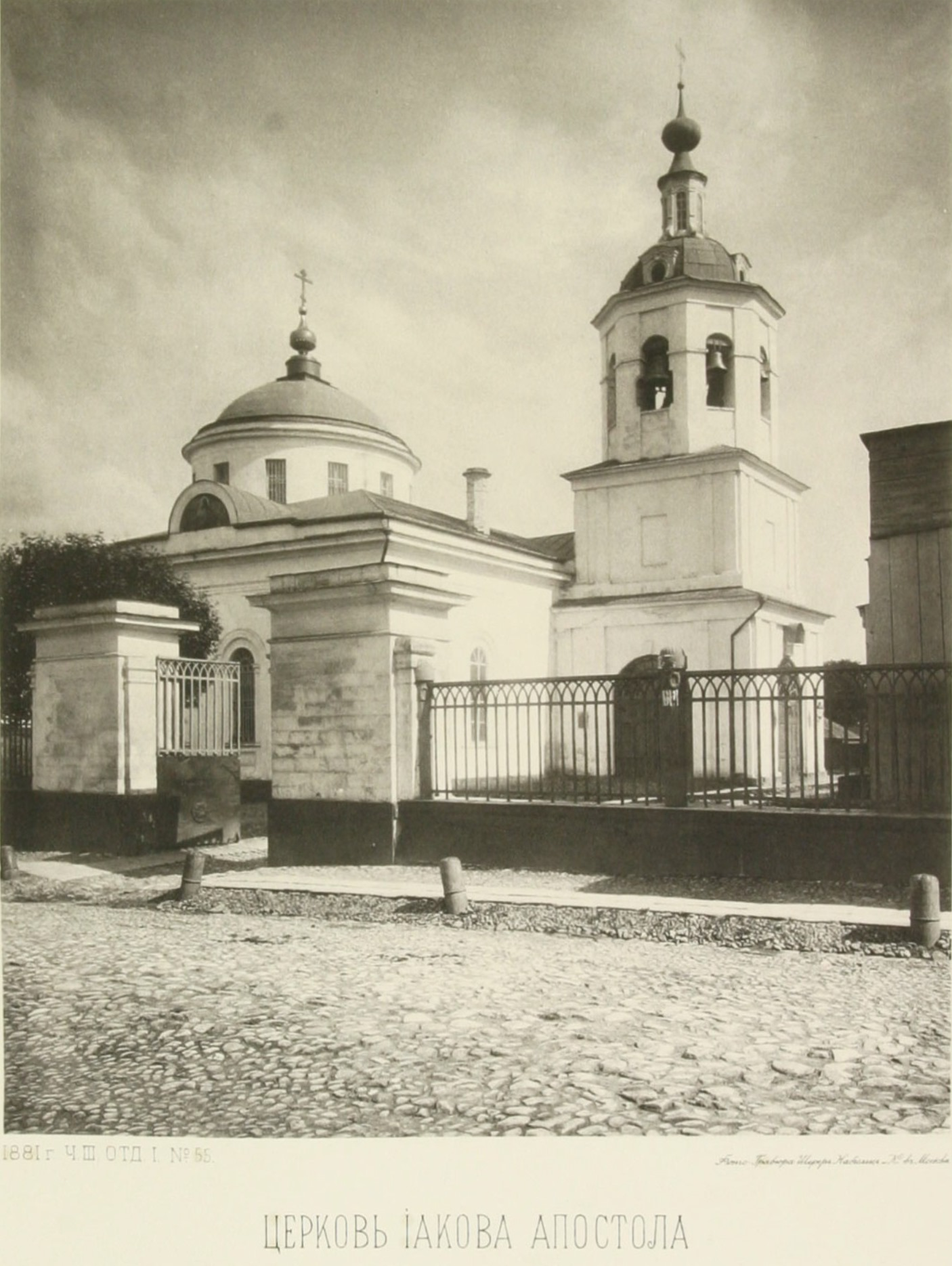
Храм апостола Иакова Зеведеева в Казенной Слободе в 1881 году

Первые упоминания о деревянной церкви апостола Иакова на месте современного храма датируются 1620 годом. В 1676 году построен первый каменный храм, а в середине XVIII века — существующая колокольня. Сохранился план местности с церковью конца 1780-х годов.
В XIX веке храм был перестроен: в 1806 году к церкви были добавлены прямоугольные приделы, в 1831 году архитектор В. А. Балашов перестроил само здание, а в 1844 году были перестроены пределы и обновлена трапезная. В 1883 году по проекту архитектора М. А. Фидлера к церкви была пристроена паперть.

### в XX веке
В 1932 году храм был закрыт, а в его здании расположилась механическая мастерская.
В 1970 году обвалился купол, в 1979 была демонтирована ограда, а само здание заняло Управление механизации Метростроя (в трапезной был гараж).
В 1991 году храм был возвращен РПЦ и в 1994 в нём возобновились богослужения.
Реставрация здания проведена в 1994—1998 годах (реставратор Н. В. Царин)

## Духовенство
- Настоятель храма: до 27 января 2023 года протоиерей Сергей Точеный, после исполняющий обязанности - архиепископ Одинцовский и Красногорский Фома[4].
- Иерей Максим Атаманов[5]

## Святыни
В храме хранится частица мощей апостола Иакова, переданная храму из Компостельского собора (Испания), где находятся мощи святого.